# Caishi, Shandong
Caishi (kinesiska: 彩石镇, 彩石) är en köping i Kina. Den ligger i provinsen Shandong, i den östra delen av landet, omkring 25 kilometer öster om provinshuvudstaden Jinan. Antalet invånare är 52 570. Befolkningen består av 25 982 kvinnor och 26 588 män. Barn under 15 år utgör 8,0 %, vuxna 15-64 år 84 %, och äldre över 65 år 6,0 %.
Genomsnittlig årsnederbörd är 841 millimeter. Den regnigaste månaden är juli, med i genomsnitt 315 mm nederbörd, och den torraste är januari, med 6 mm nederbörd.